# Nat Wolff
Nathaniel "Nat" Marvin Wolff (Los Angeles, 17 december 1994) is een Amerikaans acteur, zanger, toetsenist, songwriter, componist en bandleider.

## Carrière
Nat Wolff is als zanger, toetsenist, songwriter en gitarist samen met Alex Wolff, drummer en mede-bedenker van The Naked Brothers Band, een jonge ster in de televisieserie The Naked Brothers Band op Nickelodeon. Hij kwam in deze serie terecht na de film The Naked Brothers Band: The Movie, die gebaseerd was op het leven van Nat en Alex. Alex is het kleine broertje van Wolff, terwijl hun moeder weer de bedenker en schrijver is van The Naked Brothers Band televisieserie en film(s).
Wolff bleef maar bordjes en briefjes op zijn slaapkamerdeur hangen met berichten zoals "I want to be a child actor!", vrij vertaald als: "Ik wil een kind-acteur zijn!". Maar zijn moeder vond dat hij een normaal leven moest leiden, om hem echter een beetje te kalmeren gaf ze hem een camera en maakte Nat een eigen mini-sitcom , genaamd Don't Eat of my Plate. Toen zag Draper hoe getalenteerd hij was en liet haar zoon tòch een kind-acteur worden, door middel van een film over haar zoon en zijn band, die hij sinds de basisschool had opgericht met vrienden.
Wolff zegt: 

Ik hield er altijd al van. Ik houd van The Beatles. Ik ken al hun liedjes. Ik wilde net als hen zijn. Het is allemaal gebaseerd op de werkelijkheid. Het is geen werk. Het zijn dingen die we zouden kunnen zeggen of doen of die willen we zeggen of doen. Ik houd van het gevoel om iets te creëren wat er eerst niet was. Als we nog een seizoen maken, zit ik weer vol ideeën.

Hij is in Off Broadway-theaters verschenen in "Getting into heaven" samen met Cooper Pillot en in "The Heart of Baghdad", beide geschreven door Draper. Hij presenteerde ook op de Amerikaanse Nickelodeon de TeeNick's Crush Week samen met Miranda Cosgrove, bekend uit Drake & Josh en uit iCarly.
Hij heeft een kleine rol in de film "New Years Eve". Hij speelde ook in Peace, Love and Misunderstanding. Ook speelt hij de rol van Isaac in de film "The Fault In Our Stars" gebaseerd op de gelijknamige bestseller van John Green.
In 2015 speelde Wolff de hoofdrol in de verfilming van Paper Towns, eveneens een boek van John Green. Nat speelde Quinten, een onzekere jongen, die verliefd was op zijn buurmeisje Margo Cara Delevingne.

## Privé
Hij is de zoon van actrice, screenwriter, producer en regisseur Polly Draper en jazzpianist/componist Michael Wolff.